# Joseph Heckler

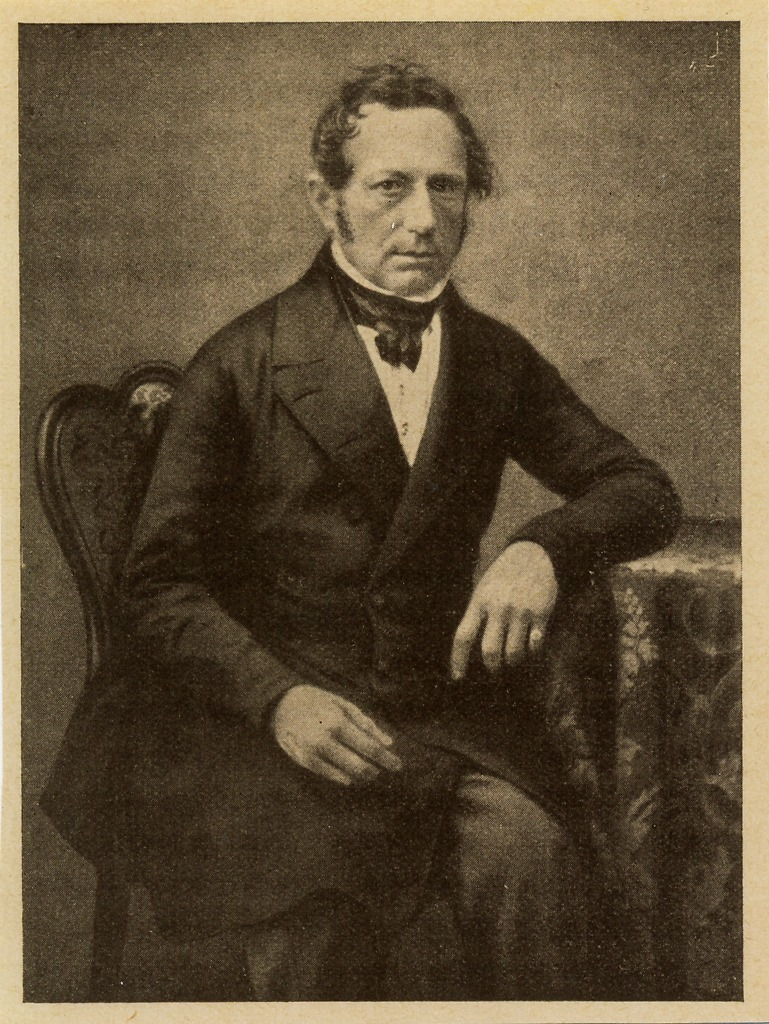
Joseph Heckler (1854)

Joseph Heckler (* 15. Juni 1786 in Bensheim, Hessen; † 12. Februar 1857 ebenda) war Jurist, Abgeordneter der Landstände des Großherzogtums Hessen und Heimatforscher in Bensheim.
Geboren wurde Joseph Heckler als drittes Kind des kurmainzischen Landzöllners und Geleitschreibers Peter Caspar Heckler (1751–1837) und dessen Frau Margaretha geborene Berg (1745–1822). Von 1799 bis 1803 besuchte er in Bensheim die damals noch vierklassige Lateinschule. Im November 1803 wurde er Student in Heidelberg, wechselte aber ein Jahr später an die hessische Landesuniversität nach Gießen, wo er seiner „prohessischen“ Haltung entsprechend Rechtswissenschaft und Kameralia studierte.
1806 verließ er nach dem Abschluss seines Studiums als geprüfter Kameralist die Universität und praktizierte zunächst beim Nassauischen Amt Cransberg bei Usingen. Später, 1808, wurde er Anwärter bei der Hofkammer in Darmstadt. Seine erste feste Anstellung erhielt er 1813 als Rentamtmann in Heppenheim.
Am 29. Juni 1813 heiratete Joseph Heckler, der katholischer Konfession war, Nanette geborene Lammert (1793–1844).
Am 26. September 1821 wurde Heckler zum Großherzoglich Hessischen Obereinnehmer (heute Leiter des Finanzamtes) ernannt. Diese Stellung hatte er bis zu seiner Pensionierung 1849 inne. Nach seiner beruflichen Tätigkeit war er von 1856 bis zu seinem Tod im Jahr 1857 Abgeordneter der 2. Kammer der Landstände des Großherzogtums Hessen.
Er wurde für die Zentrumspartei im Wahlbezirk Starkenburg 12/Bensheim gewählt. Sein Nachfolger im Landtag war Franz Reatz.
Joseph Heckler war auch erwiesenermaßen der erste Forscher, der sich eingehend mit der Geschichte Bensheims befasst hat. Das Buch Beitrag zur Geschichte der Stadt Bensheim und ihrer Umgebung, mit besonderer Rücksicht auf das Kloster Lorsch, das er 1852 veröffentlichte, war sein Lebenswerk.
Am 19. April 1962 wurde die neue Volksschule in der Weststadt nach Joseph Heckler benannt.